# Acerophagus hungaricus
Acerophagus hungaricus is een vliesvleugelig insect uit de familie Encyrtidae. De wetenschappelijke naam is voor het eerst geldig gepubliceerd in 1956 door Erdös.